# 約瑟夫·勞頓·科林斯
約瑟夫·勞頓·柯林斯（英語：Joseph "Lightning Joe" Lawton Collins，1896年5月1日—1987年9月12日），美國陸軍四星上將。第二次世界大戰期間，曾在太平洋戰區和歐洲戰區行動。他的哥哥詹姆斯·勞頓·柯林斯是陸軍少將，侄子麥克·柯林斯為參與美國第一次登月任務的太空人成員之一。約瑟夫·柯林斯在朝鮮戰爭期間擔任美國陸軍參謀長。

## 生平
科林斯出生於路易斯安那州的紐奧良，1917年畢業於西點軍校，任官為少尉。四月，分配到第22步兵團，參加過第一次世界大戰。1917-1919期間，從中尉晉升為上尉，娶了Gladys Easterbrook為妻。1920年在西點軍校任教，之後調到本寧堡步兵學校。1932年在進修時晉升為少校，1933年－1937年被馬歇爾提拔在駐菲律賓馬尼拉的第23旅擔任參謀長助理。1937年，他畢業於軍事工業學院，1938年畢業於陸軍戰爭學院；1938年–1940年在陸軍戰爭學院擔任教官，晉升為中校。1940年6月，調任為美國第7軍的參謀長。

## 第二次世界大戰

### 行動作戰
1941年臨時晉升為上校，珍珠港爆發後，1942年2月晉升為陸軍准將，5月為少將。1941－1942為美駐夏威夷的參謀長，并出任一個叫作熱帶閃電稱號的師第25步兵師師長，在瓦胡島和瓜達爾卡納爾島進行反擊日本的行動。1943年7月至10月進行新喬治亞群島戰役，科林斯作戰迅速，他指揮的第25步兵師肩章為閃電，所以固有閃電JOE的外號。
1944年－1945年，科林斯被調往歐洲戰場，指揮美軍第7軍軍長，進行諾曼底登陸。科林斯主要是指揮第7軍團進行眼鏡蛇行動，6月19日，因為嚴重風暴吹襲英吉利海峽三天，導致計劃被迫取消計劃。第1軍團打算直接進攻聖洛，但奧馬爾·布萊德雷不得不停止。奧馬爾·布萊德雷和眾美軍將領認為，現在應該攻佔瑟堡，才能進攻聖落。瑟堡的守軍主要由四個殘餘群組成，科林斯在6月27日終於把瑟堡攻下，美軍第9步兵師削弱西北守軍。4天之內，科林斯的第7軍和第8軍、19軍對聖落的進攻進行恢復，德軍派更多的裝甲部隊到美軍戰線。蒙哥馬利把科林斯的第7軍扣在自己指揮下，但從他擬定最初6月14日的計劃，派布萊德雷從科蒙向維爾和莫爾坦進攻，聖洛向維勒迪和阿夫朗什的兩線進攻，可是沒有按計劃實行，因為科林斯27日把瑟堡攻下，要重新擬定方案。

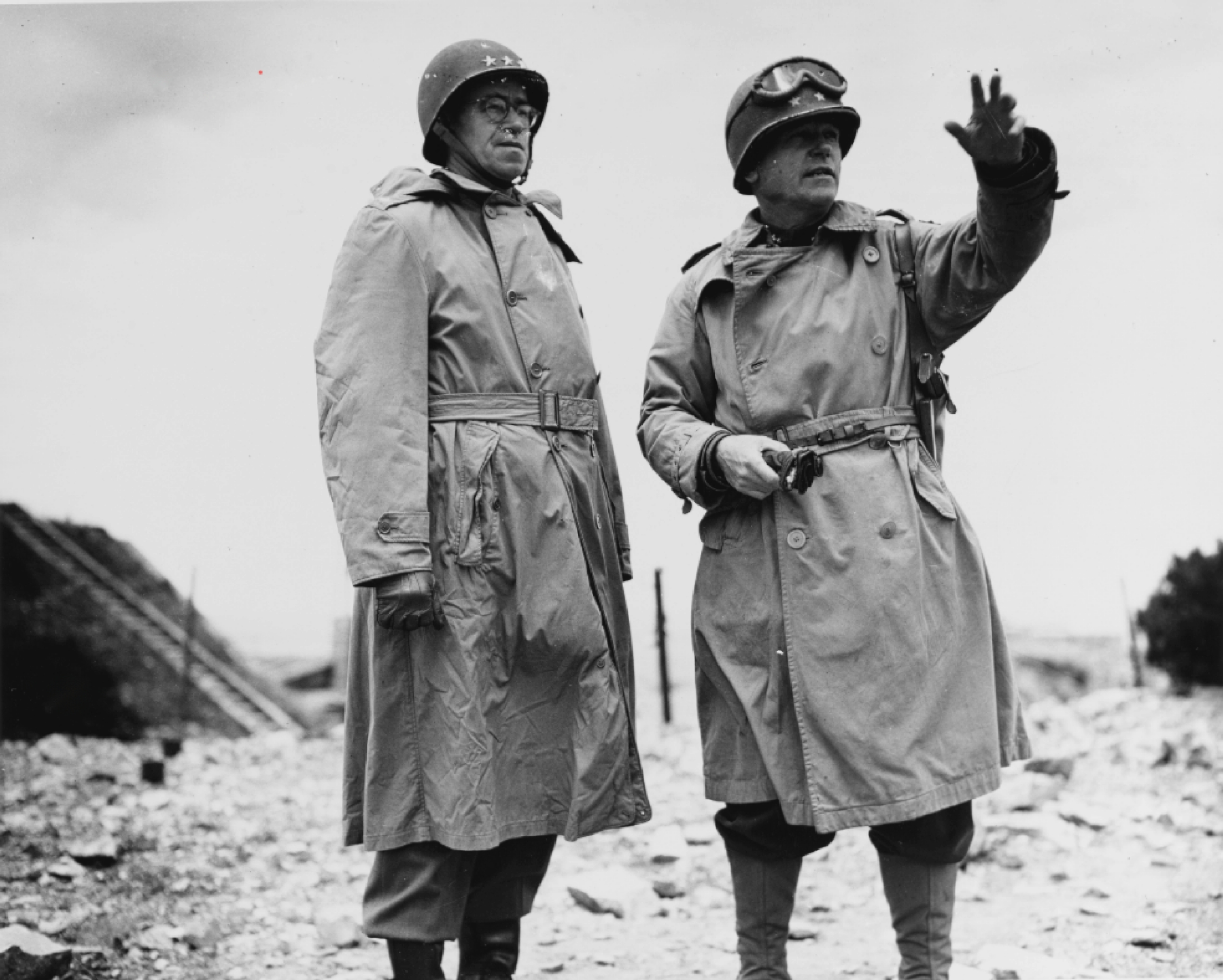
在瑟堡附近的布萊德雷及科林斯

7月12日，布萊德雷向他的下屬講解他計劃，科林斯也參與策划，并由科林斯指揮第7軍為主攻部隊，第7軍主要在眼鏡蛇行動進行突破和推進。1944年9月19日進行許特根森林戰役，1945年攻下科隆。3月至4月進攻進攻魯爾，最後攻下易北河畔，再進攻柏林與蘇聯會師。

### 戰後

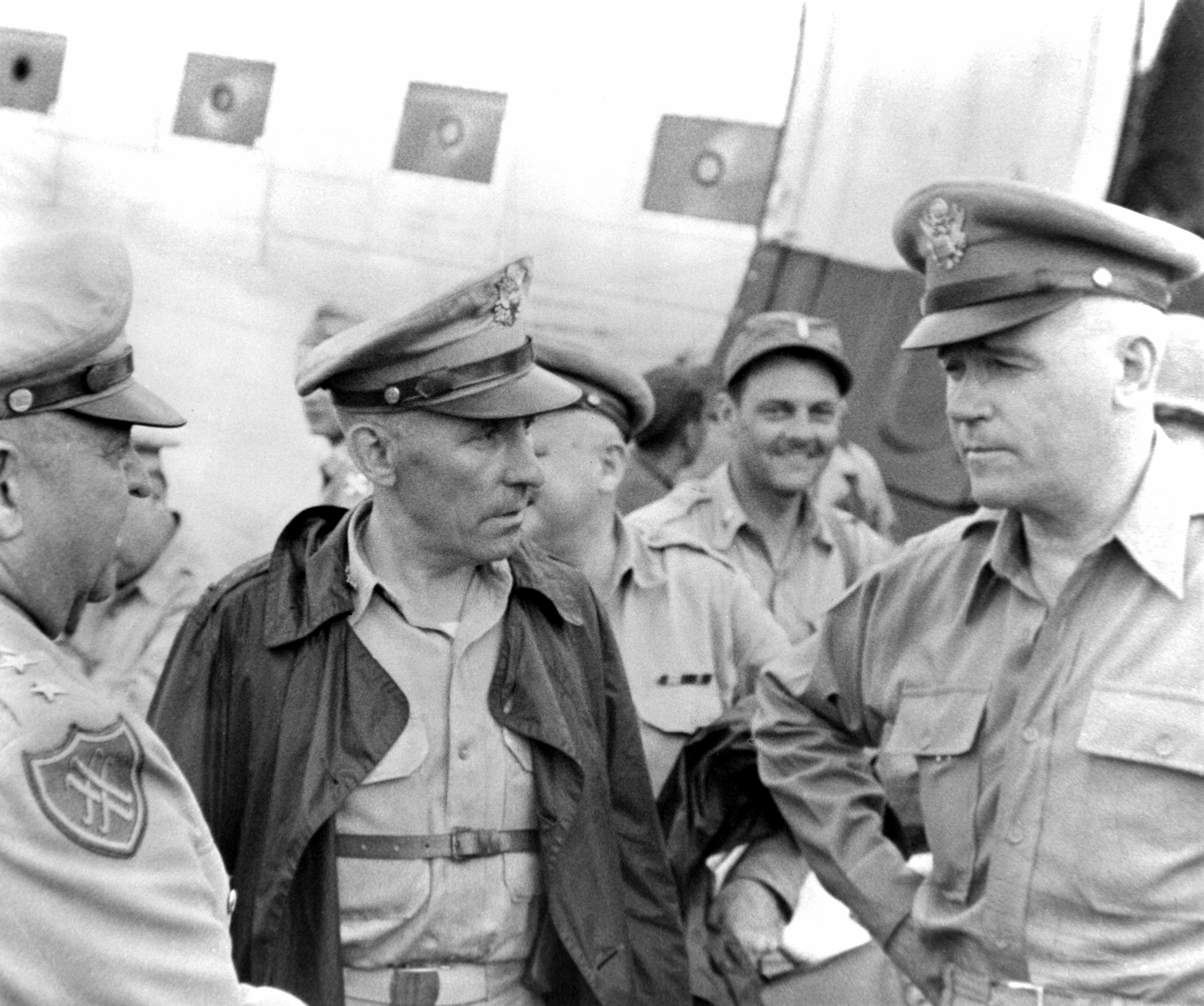
科林斯（圖右一）在朝鮮半島，左一為沃爾頓·沃克

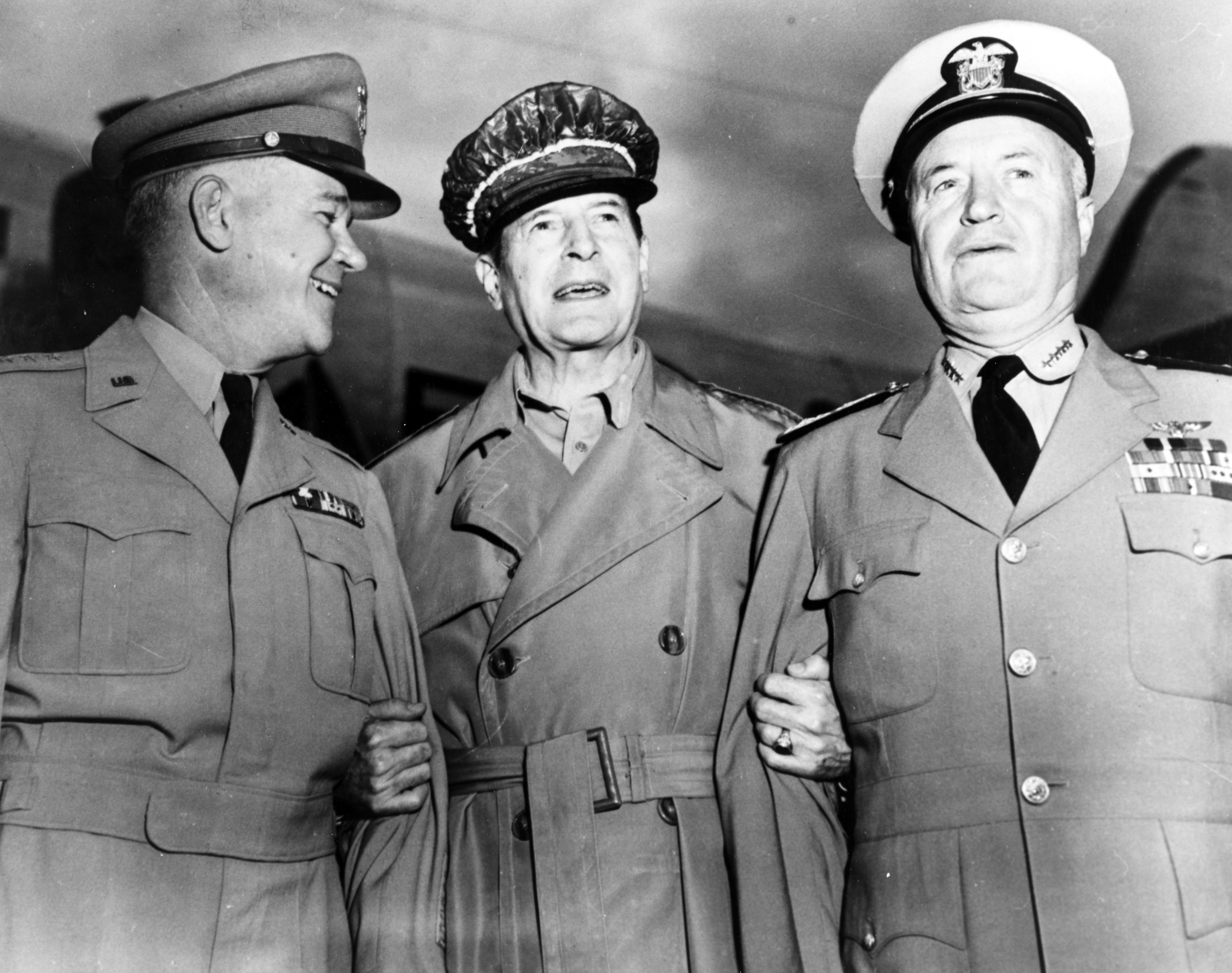
聯合國軍司令道格拉斯·麥克阿瑟（中）、勞頓·科林斯陸軍上將（左）及福雷斯特·謝爾曼海軍上將（右），麥克阿瑟利用他們的會議說服了其他軍方領袖同意進攻仁川的必要性）

戰爭結束後，1949年8月16日到1953年8月15日，科林斯在朝鮮戰爭期間擔任美國陸軍參謀長，并對朝鮮戰爭進行視察和評估，應麥克亞瑟的要求，請求議會批准進行仁川登陸。他對美軍特種部隊作出發展和貢獻，并成立北大西洋公約組織。

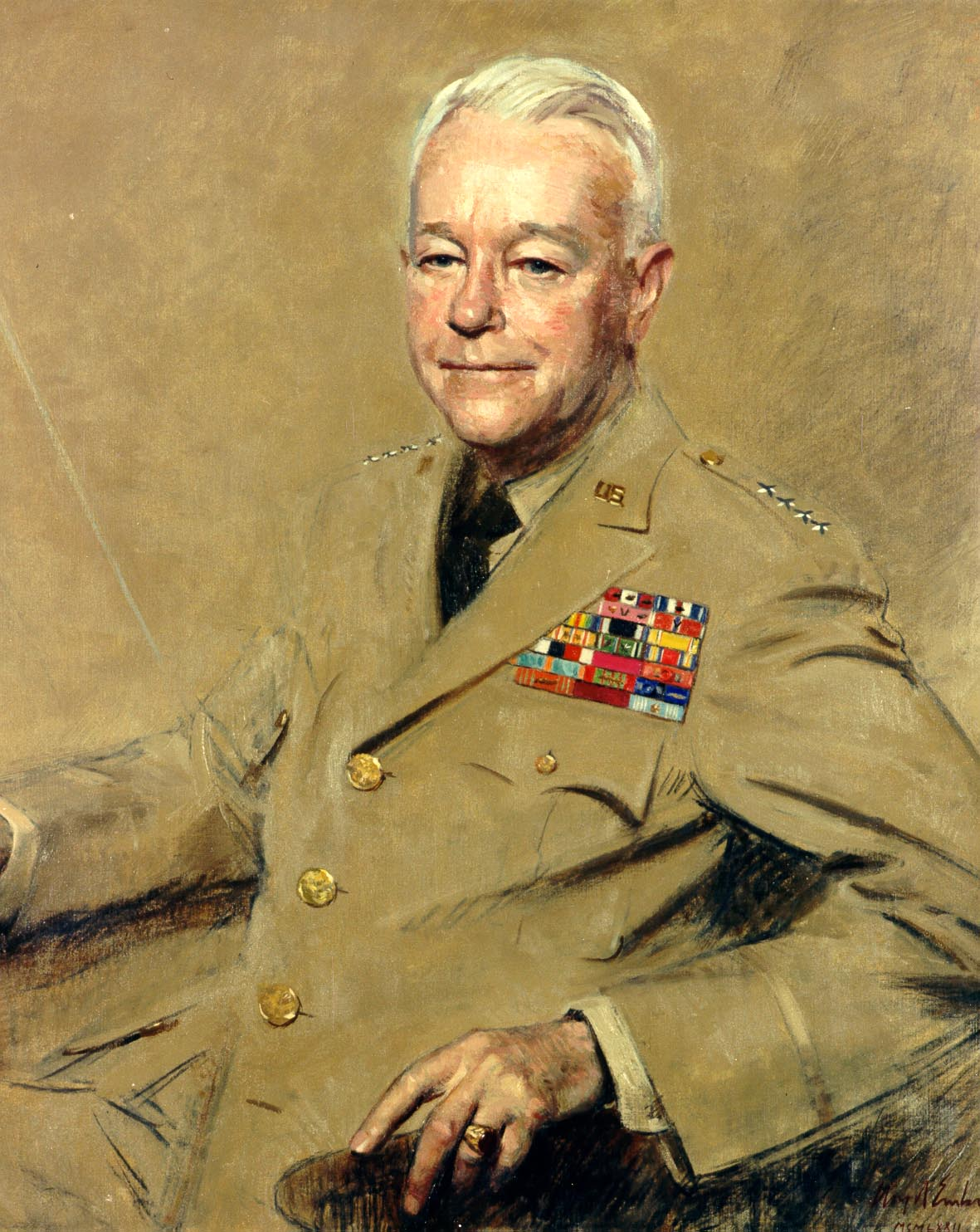
陸軍參謀長畫像

1987年9月12日，在華盛頓哥倫比亞特區逝世，葬於阿靈頓國家公墓。

## 外部資料
- Joseph Lawton Collins biography （页面存档备份，存于） in Commanding Generals and Chiefs of Staff a publication of the United States Army Center of Military History
- Arlington National Cemetery Biography （页面存档备份，存于）
- Conversations with General J. Lawton Collins, Combat Studies Institute report
- Papers of J. Lawton Collins, Dwight D. Eisenhower Presidential Library （页面存档备份，存于）
- Papers of John J. Walsh (Aide-de-Camp to J. Lawton Collins), Dwight D. Eisenhower Presidential Library （页面存档备份，存于）
- （页面存档备份，存于）